# 博伊尼察
博伊尼察，是保加利亞西北部維丁州博伊尼察市鎮的村庄及行政中心，面積63平方公里，海拔高度286米，2015年人口508，人口密度每平方公里8.05人。